# Amt Lützow-Lübstorf
Das Amt Lützow-Lübstorf liegt im Süden des Landkreises Nordwestmecklenburg in Mecklenburg-Vorpommern (Deutschland).
In diesem Amt haben sich 15 Gemeinden zur Erledigung ihrer Verwaltungsgeschäfte zusammengeschlossen. Der Verwaltungssitz befindet sich in der Gemeinde Lützow.

## Beschreibung
Am 1. Januar 2005 wurde das Amt Lützow-Lübstorf durch die Zusammenlegung der Ämter Lützow und Lübstorf/Alt Meteln gebildet. Am 7. Juni 2009 schlossen sich Badow und Renzow zur neuen Gemeinde Badow-Renzow (am 1. Oktober 2009 Namensänderung in Schildetal) zusammen.
Das Amtsgebiet erstreckt sich in einem weiten Bogen westlich und nördlich der Landeshauptstadt Schwerin. Es reicht vom Nordwestufer des Schweriner Sees (mit der Insel Lieps) bis an die obere Schilde, nahe dem Biosphärenreservat Schaalsee. Durch das Amtsgebiet fließt neben der Schilde auch die Stepenitz. Die höchste Erhebung im Amt ist mit 95,7 m ü. NHN der bei Brüsewitz gelegene Hütterberg.
Neben der Landwirtschaft spielt insbesondere der Tourismus am Schweriner See eine zunehmende Rolle. Die Nähe zur Großstadt Schwerin macht viele Gemeinden im Amt als Wohnplatz im Grünen attraktiv.
Durch das Amt Lützow-Lübstorf führen die Bundesstraße 104 (von Schwerin nach Lübeck) und die Bundesstraße 106 (von Wismar nach Schwerin) sowie Bahnlinien von und nach Schwerin.

## Die Gemeinden mit ihren Ortsteilen
- Alt Meteln mit Alt Meteln Ausbau, Böken, Grevenhagen, Hof Meteln, Moltenow und Neu Meteln
- Brüsewitz mit Gottmannsförde, Groß Brütz und Herren Steinfeld
- Cramonshagen mit Cramon, Neues Dorf und Nienmark
- Dalberg-Wendelstorf mit Dalberg, Seefeld und Wendelstorf
- Gottesgabe mit Bergfeld, Groß Welzin, Klein Welzin und Rosenhagen
- Grambow mit Wodenhof
- Klein Trebbow mit Barner Stück, Groß Trebbow, Kirch Stück und Moorbrink
- Lübstorf mit Neu Lübstorf, Rugensee und Wiligrad
- Lützow mit Bendhof, Kaeselow und Rosenow
- Perlin
- Pingelshagen
- Pokrent mit Alt Pokrent, Meierei und Neuendorf
- Schildetal mit Badow, Renzow und Söhring
- Seehof mit Hundorf
- Zickhusen mit Drispeth

## Politik

### Wappen, Flagge, Dienstsiegel
Das Amt verfügt über kein amtlich genehmigtes Hoheitszeichen, weder Wappen noch Flagge. Als Dienstsiegel wird das kleine Landessiegel mit dem Wappenbild des Landesteils Mecklenburg geführt. Es zeigt einen hersehenden Stierkopf mit abgerissenem Halsfell und Krone und der Umschrift „AMT LÜTZOW-LÜBSTORF • LANDKREIS NORDWESTMECKLENBURG“.

## Verkehr
Lützow-Lübstorf liegt an der Bahnstrecke Schwerin–Rehna (Groß Brütz, Lützow) bzw. Bahnstrecke Ludwigslust–Wismar (Lübstorf).

## Belege
1. ↑  Statistisches Amt M-V – Bevölkerungsstand der Kreise, Ämter und Gemeinden 2023 (XLS-Datei) (Amtliche Einwohnerzahlen in Fortschreibung des Zensus 2011) (Hilfe dazu).
2. ↑  Hauptsatzung § 1 Abs. 2 (Memento des Originals vom 14. Dezember 2019 im Internet Archive)  Info: Der Archivlink wurde automatisch eingesetzt und noch nicht geprüft. Bitte prüfe Original- und Archivlink gemäß Anleitung und entferne dann diesen Hinweis.